# Cyrtandra mirabilis
Cyrtandra mirabilis är en tvåhjärtbladig växtart som beskrevs av Charles Baron Clarke. Cyrtandra mirabilis ingår i släktet Cyrtandra och familjen Gesneriaceae. Inga underarter finns listade i Catalogue of Life.